# Deutsche Schwimmmeisterschaften 1966
Die 78. Deutschen Meisterschaften im Schwimmen fanden 1966 im Freibad des Sindelfinger Badezentrums  statt.
| Disziplin           | Männer                | Männer                  | Männer | Frauen          | Frauen                  | Frauen |
| Disziplin           | Name                  | Verein                  | Zeit   | Name            | Verein                  | Zeit   |
| ------------------- | --------------------- | ----------------------- | ------ | --------------- | ----------------------- | ------ |
| 100 m Freistil      | Wolfgang Kremer       | SV Essen 06             |        | Gisela Dick     |                         |        |
| 200 m Freistil      | Olaf von Schilling    | Wasserfreunde Wuppertal |        |                 |                         |        |
| 400 m Freistil      | Holger Kirschke       |                         |        | Margit Hettling |                         |        |
| 1500 m Freistil     | Folkert Meeuw         |                         |        |                 |                         |        |
| 100 m Brust         | Willi Donners         |                         |        | Käte Groß       |                         |        |
| 200 m Brust         | Willi Donners         |                         |        | Martha Hoffmann | Wasserfreunde Wuppertal |        |
| 100 m Rücken        | Ernst-Joachim Küppers | Waspo Nordhorn          |        | Jutta Olbrisch  | BSC 85 Bremen           |        |
| 200 m Rücken        | Ernst-Joachim Küppers | Waspo Nordhorn          |        |                 |                         |        |
| 100 m Schmetterling | Lutz Stoklasa         |                         |        | Heike Hustede   |                         |        |
| 200 m Schmetterling | Folkert Meeuw         |                         |        |                 |                         |        |
| 400 m Lagen         | Jürgen Schiller       | SV Essen 06             |        |                 |                         |        |